# تورپ سنت اندرو
latitudeتورپ سنت اندروlongitudeتورپ سنت اندرو
تورپ سنت اندرو (به انگلیسی: Thorpe St Andrew) یک منطقهٔ مسکونی در انگلستان است که در شرق انگلستان واقع شده‌است.

## خصوصیات
تورپ سنت اندرو ۷٫۰۵ کیلومترمربع مساحت و ۱۳٬۷۶۲ نفر جمعیت دارد.